# Бернардин Фельтрский
Бернарди́н Фе́льтрский, Бернарди́но да Фе́льтре (итал. Bernardino da Feltre), урождённый Марти́но Томита́но (итал. Martino Tomitano; 1439, Фельтре, Венецианская республика — 28 сентября 1494, Павия, Миланское герцогство) — католический проповедник, монах-францисканец, причисленный к лику блаженных. Сын нотариуса из небольшого североитальянского городка Фельтре.
Во время обучения в Падуанском университете, проникся идеями Бернардина Сиенского и Иоанна Капистранского и вступил в Орден меньших братьев обсервантов (по разным данным в 1456 или 1460 году). В дальнейшем получил религиозное образование. В 1475 году, будучи настоятелем конвента францисканцев в Триденте, стал вдохновителем антисемитского процесса по обвинению евреев города в ритуальном убийстве христианского мальчика, по итогам которого шестеро евреев были сожжены на костре и ещё один скончался в тюрьме.
В последующие годы вдохновитель целого ряда антиеврейских актов и погромов, из-за чего был неоднократно высылаем правителями различных итальянских государств. С 1471 года — участник, а с 1484 — руководитель программы по созданию сети благотворительных ломбардов монте ди пьета. С середины 1480-х годов — странствующий проповедник, яркий оратор, пользовавшийся большим авторитетом у простого народа, известный своими «чудесами». После смерти в 1494 году его могила стала местом поклонения, на которой фиксировалось много случаев «чудес» и «исцелений». В 1728 году причислен к лику блаженных. Процедура по признанию его святым окончилась безрезультатно в 1870 году.

## Биография

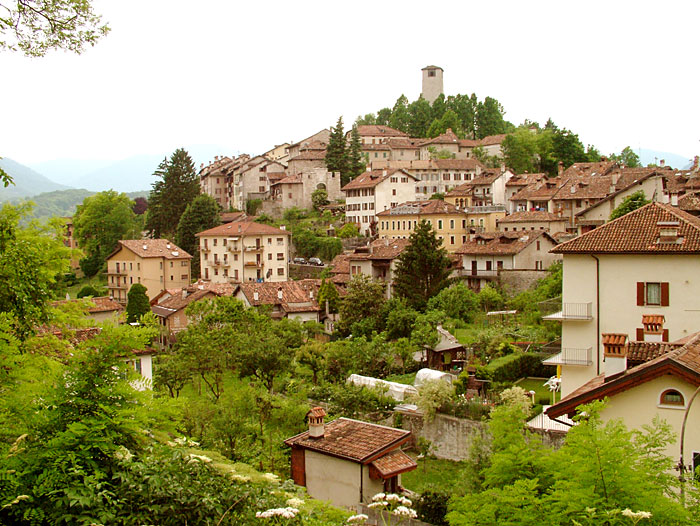
Фельтре — современный вид

### Ранние годы
Родился в 1439 году в городке Фельтре, Венецианская республика. Был старшим из 11 детей Донато да Томо (итал. Donato da Tomo) и Короны Рамбальдони (итал. Corona Rambaldoni). Несмотря на то, что мать Мартино происходила из древнего патрицианского рода и была родственницей (по некоторым данным — сестрой) знаменитого итальянского педагога эпохи Возрождения Витторино да Фельтре, это была небогатая буржуазная семья. Согласно действовавшим в Фельтре законам, к знати (nobiles) относились лишь семьи, члены которых входили в Городской совет, а все прочие обозначались как «из народа» (de populo). Отец был нотариусом, а также был членом цеха шерстоделов — владел лавкой и красильней, кроме того выполнял мелкие банковские и кредитные операции по поручению третьих лиц. Отец Мартино также остался в истории как посланник от Фельтре к венецианскому сенату, добивавшийся изгнания из города евреев.
О ранних годах Мартино известно мало — только то, что он обучался в публичной школе Фельтре, где его учителями, по-видимому, были в том числе Джакомо да Милано, Антонио Барателла и Дамиано да Пола. В 1453 году Мартино был принят в фельтрскую коллегию нотариусов, однако, не известно ни о никакой его деятельности в этом качестве. В том же году поступил в Падуанский университет, где обучался до 1460 года, но так его и не закончил по неизвестной причине.

### Начало священнической деятельности
В 1456 или в 1460 году вступил в Орден меньших братьев обсервантов, где принял имя Бернардин в честь незадолго до этого канонизированного Бернардина Сиенского.
В 1460—1462 годах — послушник в различных церквях Падуи, Мантуи и Венеции. С 1463 года — священник. В 1463—1465 получал теологическое образование в Венеции под руководством неизвестного парижского францисканца. В 1465—1471 году преподавал в Мантуе латинский язык, и уже в это время стал проявлять ставшее в дальнейшем заметным ораторское мастерство.
В 1471—1472 годах — священник церкви Святого Духа в своём родном Фельтре. В 1472—1473 годах — секретарь викария францисканской провинции Венеция Людовико Гонзаги, вместе с которым посетил генеральный капитул в Аквиле, а также Рим. В 1473 году принял участие в провинциальном капитуле в Венеции, на котором, помимо прочего, принял в орден своего младшего брата Антонио.

### Антисемитизм
В 1473 году принял должность приора в конвенте Святого Бернардина в Триденте (современный Тренто, северная Италия), что стало началом его карьеры проповедника. Бернардин был последователем идей Бернардина Сиенского и Иоанна Капистранского, среди которых не последнее место занимал антисемитизм. Антисемитизм являлся вполне обыденным в церковной среде его времени, а обсуждения необходимости введения тех или иных ограничений на проживание и деятельность евреев постоянно были на повестке дня. Одновременно с этим, постоянная борьба проповедника с евреями была следствием бытового антисемитизма его семьи и родного городка, которые ещё более усилились за время обучения в университете.

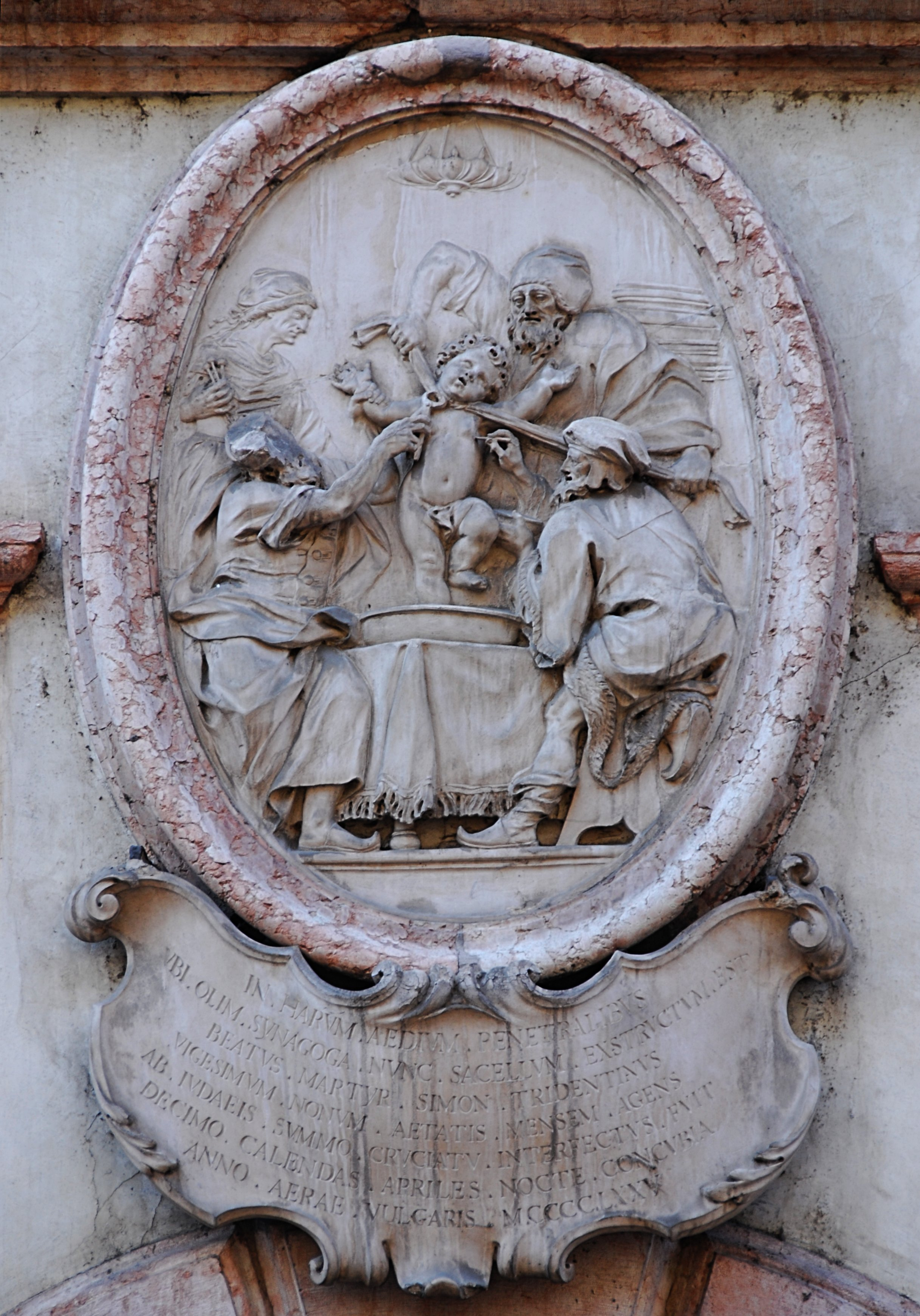
Франческо Орландини. Убийство Симона Тридентского. XVIII век. Каменный медальон на фасаде палаццо Сальвадори, Тренто

В 1475 году Бернардин произнёс серию горячих проповедей, направленных против городской еврейской общины. Вскоре после этого, 23 марта того же года был убит двухлетний христианский мальчик по имени Симон, что ещё больше подстегнуло антисемитские речи Бернардина, обвинившего евреев в его ритуальном убийстве. Городские власти схватили и подвергли пыткам шестнадцать городских евреев. Это вызвало настолько сильный резонанс, что сначала владетель этих мест герцог Сигизмунд, а затем даже папа римский Сикст IV выступили в защиту евреев и предприняли действия по прекращению процесса. Несмотря на это, в конце июня 1475 года состоялся судебный процесс, судьями на котором выступили епископ Йоханнес Хиндербах, подеста Джованни де Салис и юрист Джан Франческо Павини. По результатам процесса, между 21 и 23 июня 6 евреев из Тридента были сожжены на костре, ещё один умер в тюрьме, а двое чтобы избежать казни, приняли христианство.
В последующие годы антисемитские проповеди Бернардина всколыхнули другие города северной Италии: в 1476 году погромы произошли в Реджо, затем в Бассано и Мантуе. В 1485 он добился изгнания евреев из Перуджи, в 1486 году — из Губбио, в 1491 году — из Равенны, в 1492 — из Кампосампьеро, в 1494 году — из Брешии. По подсчётам историков, в 1475—1494 годах не менее пятидесяти трёх случаев еврейских погромов и антиеврейских политических решений связаны напрямую с деятельностью Бернардина Фельтрского.
Этим не всегда были довольны правители итальянских государств. Миланский герцог Джан Галеаццо Сфорца в 1480 году запретил Бернардину проповедовать в его владениях против евреев. В некоторых венецианских городах местные старейшины восставали против деятельности Бернардина, ссылаясь на соответствующее письмо дожа Агостино Барбариго. В 1488 году Лоренцо Медичи изгнал Бернардина из Флоренции за его антисемитские речи, под влиянием которых толпа готовилась напасть на евреев. В 1491 году так же поступил Лодовико Сфорца, запретив ему проповедовать в Милане.

### Пик церковной карьеры
В 1483—1484 годах Бернардин занимал должность провинциального викария ордена францисканцев в Венеции, что было пиком его церковной карьеры. В этом качестве он потребовал от обсервантов покинуть территорию Венецианской республики во исполнение интердикта папы Сикста IV, поддержавшего в Феррарской войне противников республики. Результатом стало изгнание Бернардина из Венеции по решению Совета десяти.

### Благотворительность
Будучи убеждённым антисемитом, помимо прочего, Бернардин боролся с еврейскими ростовщиками. В 1462 году францисканцем Микеле Каркано были созданы благотворительные ломбарды, названные монте ди пьета (с итал. — «ссуда из сострадания»). Бернардин начал участвовать в деятельности этих организаций в 1471 году, а после смерти Каркано в 1484 году взял на себя руководство их функционированием и дальнейшим развитием. Им был написан кодекс по Consilia pro Monte Pietatis, оригинал которого хранился в фельтрском монте ди пьета, но был утерян при его ликвидации в 1806 году.

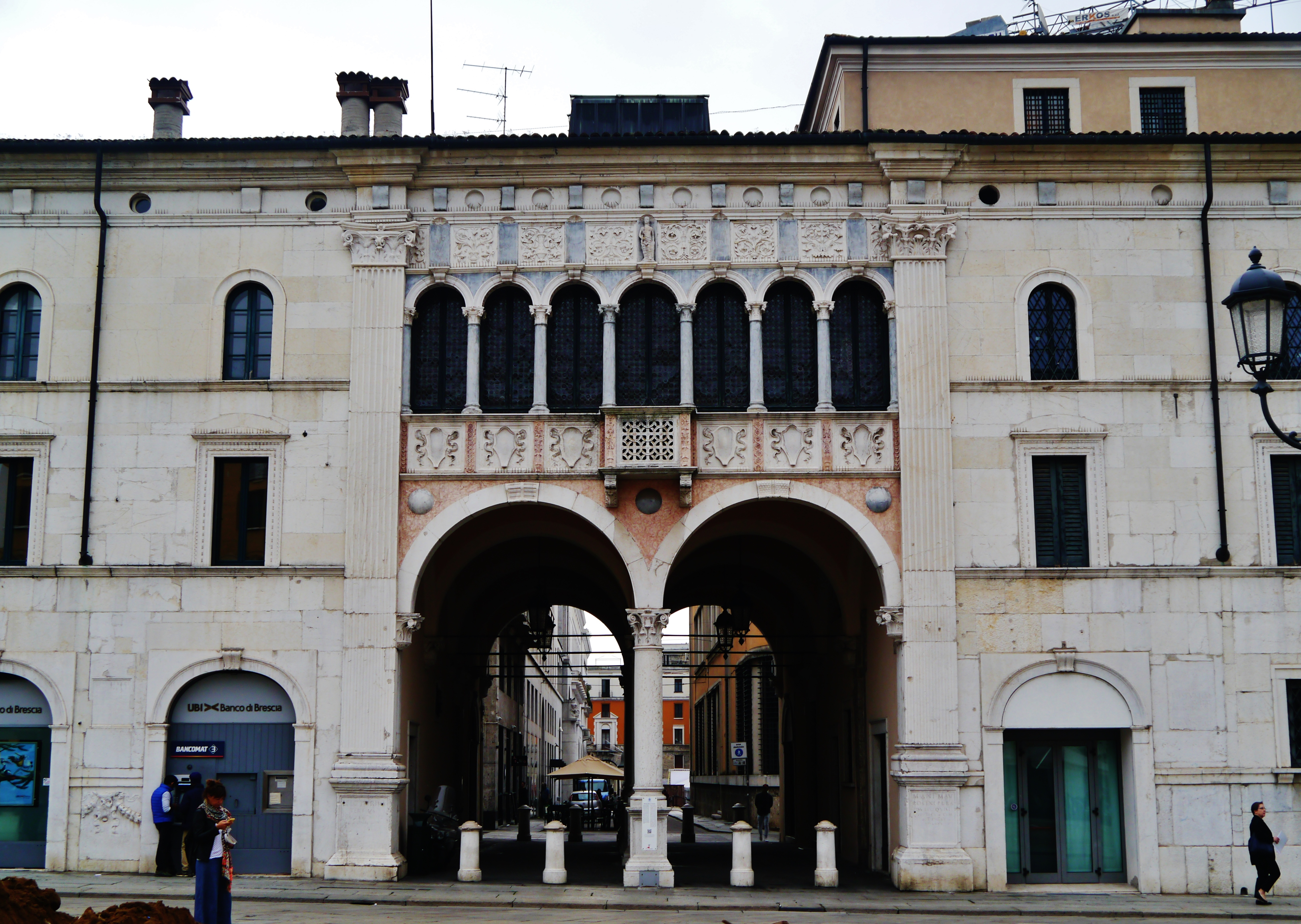
Старый монте ди пьета в Брешии, конец XVI века

В отличие от его предшественников по этой деятельности, Бернардин отказался от беспроцентных кредитов, установив процентную ставку в размере 5—15 %, что вызвало резкое недовольство части францисканцев. Тем не менее, поскольку такая процентная ставка была существенно ниже, чем у еврейских ростовщиков с одной стороны, и помогала финансировать текущие расходы монте ди пьета с другой, изменение кредитной политики благотворительных ломбардов было поддержано генеральным капитулом Ордена францисканцев, состоявшимся в 1493 году во Флоренции.
Народная молва приписывает Бернардину создание десятков монти ди пьета по всей Италии, однако достоверно известно лишь о пяти: в 1484 году — в Мантуе и Парме, в 1490 году — в Пьяченце, в 1491 году — в Фаэнце, в 1494 году — в Павие. Создание других монти ди пьета наткнулось на противодействие местных светских или церковных властей — так случилось в Ассизи в 1485 и во Флоренции в 1488 годах, в которой первый монте ди пьета был открыт лишь Савонаролой в 1495 году.
Бернардин добился раздельного содержания мужчин и женщин в тюрьмах, а также принятия закона о собственности замужних женщин, который не допускал расточения мужьями приданого их супруг. По поручению церковных властей он неоднократно выступал в качестве посредника с миротворческими миссиями.

### Последние годы
Последнее десятилетие своей жизни Бернардин провёл в качестве странствующего проповедника. Он прошёл тысячи километров по дорогам центральной и северной Италии, произнеся тысячи проповедей в десятках городов и населённых пунктов. Несмотря на противодействие властей различных итальянских государств, за Бернардином Фельтрским закрепилась слава святого. Он стал предметом почитания со стороны бедных слоёв населения. Современные ему хроникёры описывали, что в его перемещениях по Италии за ним следовали толпы поклонников и почитателей. Бернардино приписывается совершение многочисленных чудес, исцелений и произнесение многих пророчеств, которые он всегда совершал от имени Иисуса.

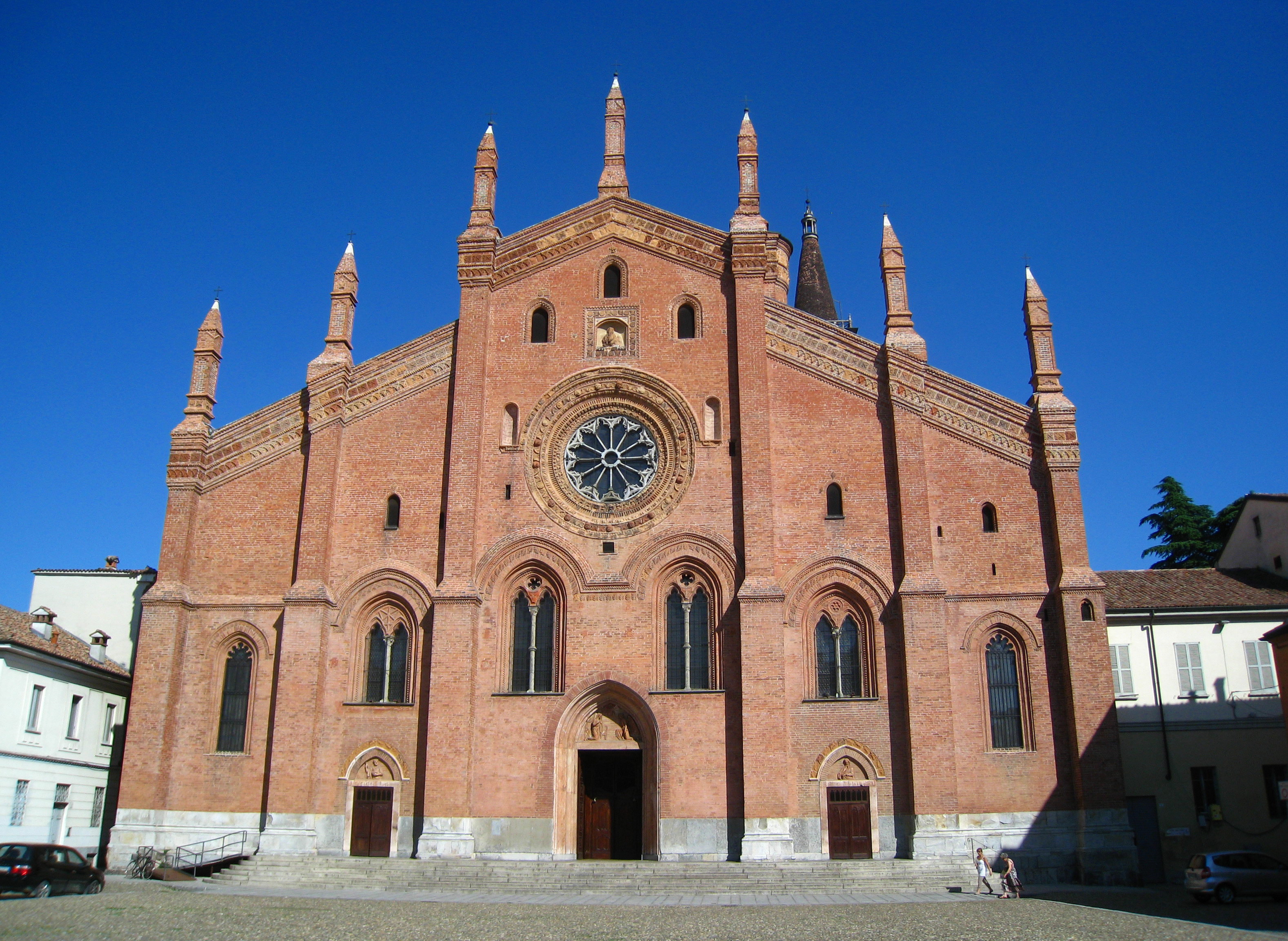
Церковь Санта-Мария-дель-Кармине в Павии, где похоронен Бернардин Фельтрский

### Смерть
Бернардин Фельтрский скончался в 4 часа утра 28 сентября 1494 года в келье конвента Сан-Джакомо-делла-Вернавола, располагавшегося вне старых крепостных стен Павии. Гроб с его телом был установлен в ризнице, но прослышав о смерти почитаемого проповедника, огромное количество людей собралось у ворот монастыря. Люди стремились пробиться внутрь монастыря, чтобы посмотреть на тело Бернардина, поклониться ему, поцеловать его руки. Поскольку здание не могло вместить всех желающих, его вынесли наружу. Позднее тело францисканца было захоронено в церкви Санта-Мария-дель-Кармине в Павии, в которой позднее был построен придел его имени и до сих пор сохранилась табличка, указывающая место погребения францисканца.

## Беатификация
После захоронения Бернардина, его могила стала местом поклонения толп его последователей. Католическая церковь фиксировала многочисленные случаи «чудес», происходивших на ней — за период между 1494 и 1531 годами было зафиксировано 110 таких фактов. Ещё при жизни Бернардина он стал предметом почитания в качестве святого со стороны его сторонников. Официальный процесс беатификации был начат епископами Фельтро и Павии в 1628 году и медленно продвигался до 1687 года. В 1654 году папой Иннокентием X его культ был официализирован в качестве местночтимого для ордена францисканцев, епархий Фельтре и Павии. Положительное решение о признании Бернардина Фельтрского блаженным было принято в 1696 году, но лишь в 1728 году папа Бенедикт XIII официально озвучил его. В 1773 году был начат процесс канонизации Бернардина, но он был завершён без принятия положительного решения в 1870 году.
Официальный день памяти блаженного Бернардина Фельтрского в католической церкви — 28 сентября.

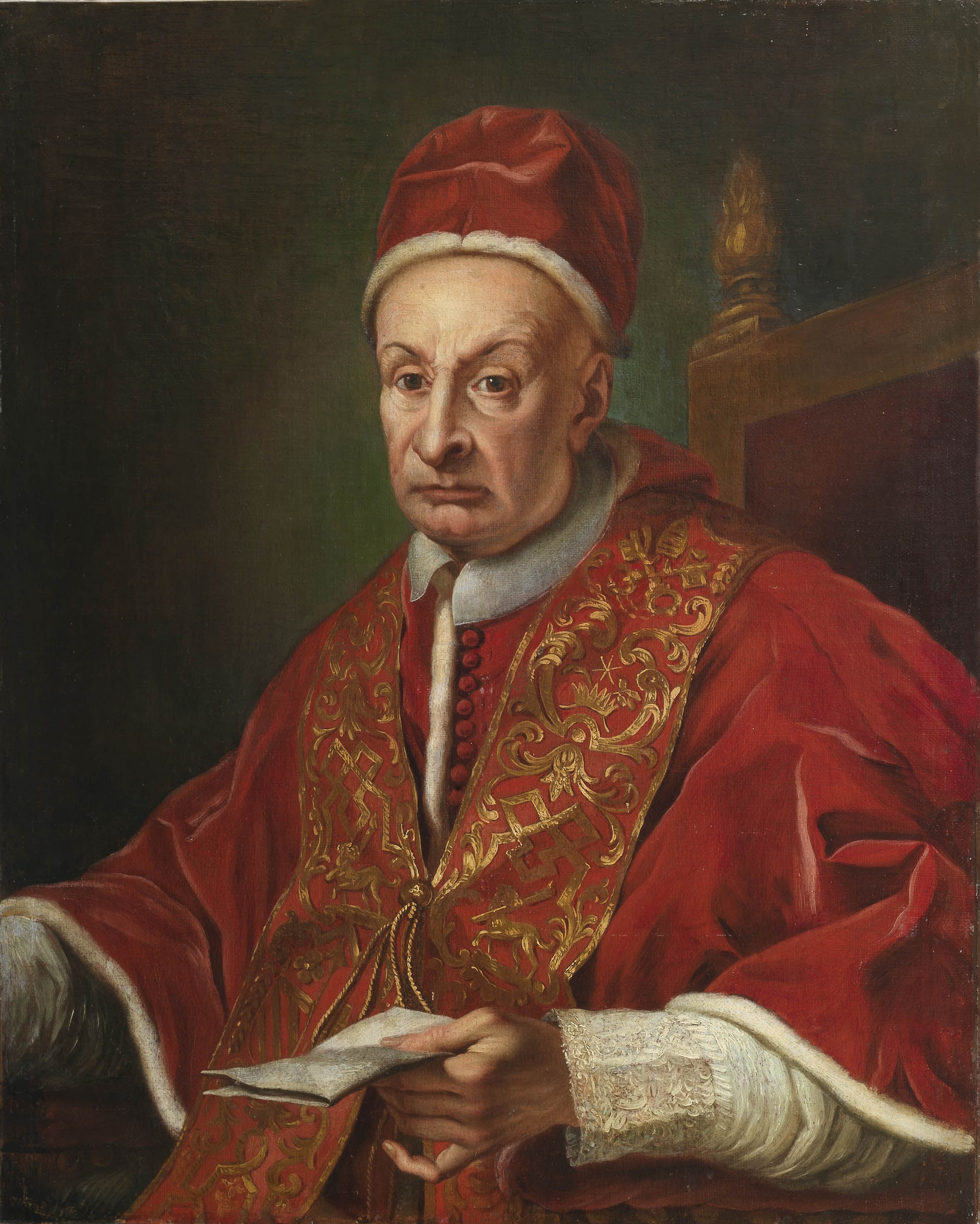
Бенедикт XIII — римский папа, причисливший Бернардина Фельтрского к лику блаженных

## Проповедническая деятельность
Бернардин Фельтрский считается одним из самых ярких итальянских странствующих проповедников эпохи Возрождения. Даже через пятьсот лет после его смерти продолжают выходить научные работы, в которых исследуется его противоречивая деятельность. Вместе с тем, как проповедник он всегда находился в тени своего предшественника и тёзки Бернардина Сиенского.
Бернардин произносил проповеди, смешивая различные итальянские диалекты и вкрапляя в них цитаты из Священного Писания на латыни. В своих проповедях ему удавалось сводить воедино сложные теологические и юридические понятия и примеры из повседневной жизни простого народа. При этом он сопровождал свои проповеди театральными эффектами — актами публичного экзорцизма, крестными ходами, ритуалами умиротворения, процессиями детей. Несмотря на отдельные отклонения, его теологические воззрения оставались в рамках обсервантизма. Он продолжал оставаться последователем идей францисканцев в том виде, в котором они распространились по Италии начиная с XI века. Францисканец проповедовал идеи идеального социального христианского устройства общества в том виде, в каком они виделись его современникам — в них он настаивал не только на обязанностях народа по отношению к властям, но и на определённых обязательствах, которые лежат на правителях по отношению к простому народу.
Проповеди Бернардина не были личной инициативой францисканца — сохранились многочисленные адресованные ему письма церковных иерархов (среди которых два папы — Сикст IV и Иннокентий VIII), в которых ему прямо указывалось, куда направляться с чтением проповедей — Венеция, Мантуя, Реджо-нель-Эмилия, Парма, Болонья, Милан, Флоренция и так далее.
По подсчётам современных историков, с 1469 по 1494 год францисканец прошёл около 17 000 километров и произнёс около 3600 проповедей (то есть, в среднем 145 проповедей в год). Сохранились тексты 78 проповедей, прочитанных им в Павии с 7 февраля по 9 мая 1493 года; 33 проповеди, произнесённых в Брешии с 24 ноября 1493 по 1 января 1494; 8 проповедей, произнесённых в других местах в том же 1493 году и 1 проповедь, прочитанная в Виченце в том же году — все они были собраны отцом Бернардино Булгарино из Брешии, который сопровождал Бернардина Фельтрского. Помимо них, сохранилось ещё несколько разрозненных текстов проповедей, произнесённых в разных местах в разное время. Также остались письменные свидетельства, в которых францисканец занимался кодификацией различных аспектов публичной и личной жизни и поведения.
Бернардину Фельтрскому приписывается написание исповедального учебника, анонимно опубликованного в 1525 году в Венеции. Существуют два жития Бернардина, оба основанные на не дошедшем до нас дневнике, который вёл спутник и секретарь последних лет жизни Бернардина Франческо Канали: первое было написано в 1531 году Бартоломео Симони да Маростикой, второе — в 1573 году Бернардино Гуслино.
Как уже было сказано выше, Бернардин часто не просто произносил проповеди, но сопровождал их различными эффектными действиями, каковые должны были укрепить сказанное в сердцах и душах прихожан. Вот, как описывается одно из таких действий в житии авторства Бернардино Гуслино:
Велел он в один день принести более 300 игральных досок, много шахмат, игральных карт, много книг о любви, о колдовстве, о заговорах, много томов по 100 новелл, Марциала и иных бесчестных поэтов, довольно масок дорогих, картин художественных сладострастных, ещё игральных досок и покрытых золотом и серебром карт, душистых ваз, мёртвых волос, одежд маскарадных; и было удивительно, что всякий ревностно повиновался его горячим порицаниям, великим строем всякий нёс подстрекающее его ко греху. Все эти вещи, стоимостью более 2000 дукатов, были преданы огню, с великим благословением того Города, который весь предался безукоризненному религиозному культу, и так продолжалось долгое время, казалось, что блаженный Бернардин постоянно звучал в ушах его и бился в сердце его во славу Господа Бога, Творца всех благ, и также праведного Карателя за обиды, нанесённые Ему.Bernardino Guslino, Vita beati Bernardini, p. XXIXОригинальный текст (итал.)Fece un dì portare più di 300 tavoglieri, molti scacchi, carte da giuocare, molti libri d'amore, di malìe, d'incanti, molti volumi di 100 novelle, li Marcjali ed altri dishonesti Poetim assaissime maschare et di prezzom quadri di pitture lascrive, altri tavoglieri e carte messe a oro et argento, vasi odoriferi, capelli morti, vestimenti per mascherarsi; et era stupor ch'ogn'uno con tanto fervore obedisse alle sue calde monizioni, portando ognu'uno a' piedu suoi l'incentivi de' suoi peccati a sì gran schiere. Tutte queste cose, di valuta più di 2000 ducati, furono date alle fiamme, con gran benefico di quella Città, che tutta si ridusse ad un perfetto culto di religione, et in quella continuò per lungo tempo, parendogli d'haver di continuo il B. Bernardino che gli intonassr l'orecchie e li batesse a cuore per la rivirenza del Signor Iddio, Autore di tutti i beno, at anco giusto vendicatore di quell'offese che gli fosser fatte
Бернардин распространял почитание Евхаристии и Непорочного зачатия, был сторонником частых исповедей и культа святого Иосифа. Долгое время он считался автором католической молитвы Anima Christi.

## Воззрения

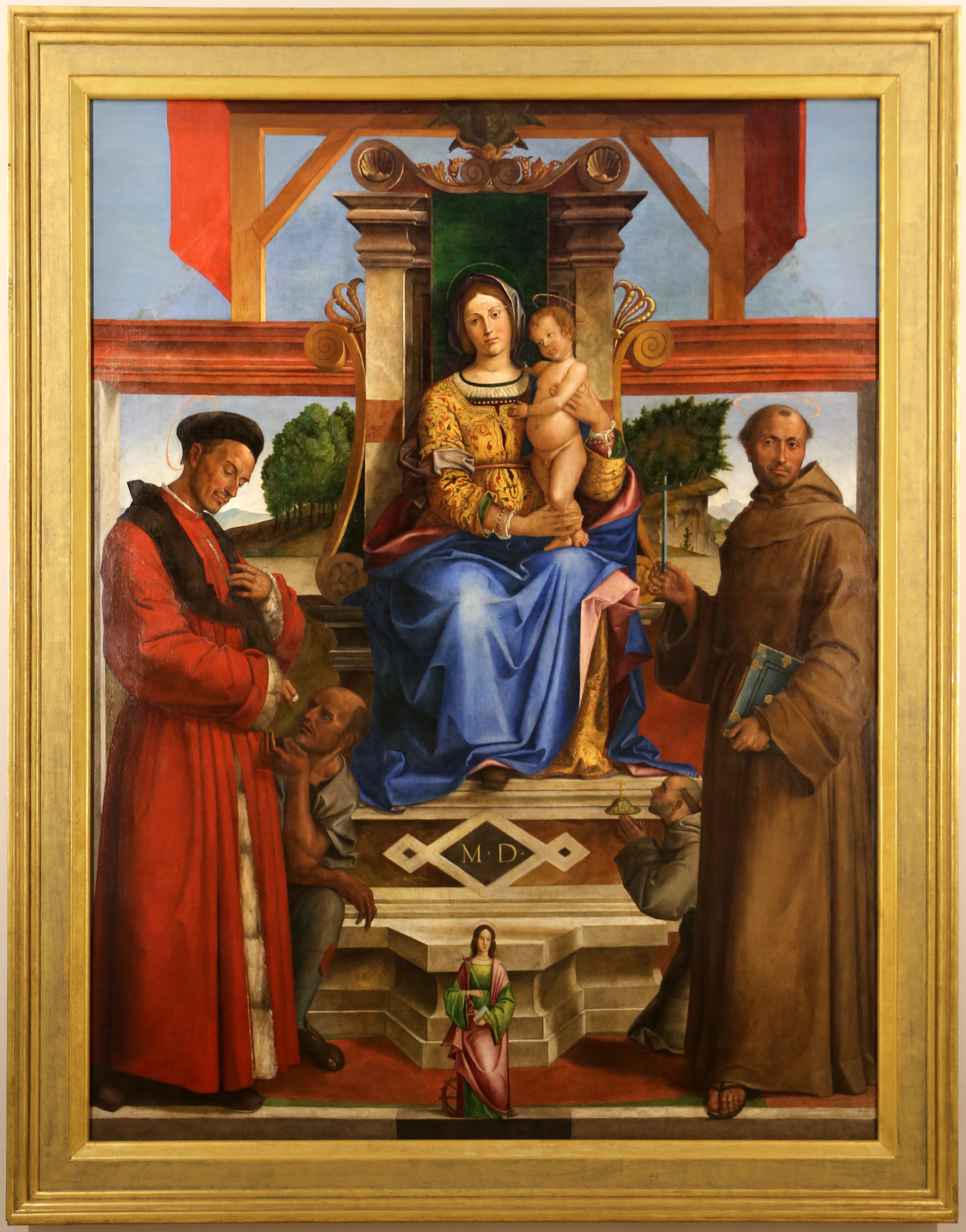
Бартоломео Монтянья. Богоматерь с младенцем на троне, в окружении подающего милостыню святого Гомобона, святого Франсиска, блаженного Бернардина Фельтрского и святой Катерины. Около 1515. Церковь святого Марка в Лониго

### Целибат и брак
Бернардин Фельтрский был весьма традиционен в своём отношении к браку и целибату (в соответствии со своей эпохой) — он полагал более высокой формой существования католический целибат, чем мирской брак. По его мнению, лишь священническая и монашеская деятельность позволяет достичь высшего блаженства, поскольку телесное воздержание на земле одновременно является духовным браком с Богом. Из этого он делал вывод о верховенстве римского папы по отношению к императору Священной Римской империи — важнейшая тема его времени. Бернардин объяснял вместе с тем, что узаконенная церковью супружеская половая связь может быть священной и социально полезной. Он выступал за равенство супругов в семейной жизни (насколько такое равенство было возможно в то время). Францисканец выступал обличителем таких распространённых в годы и местах его жизни явления, как конкубинизм и заключение брака по указанию родителей — пострадавшей стороной в таких ситуациях почти всегда оказывалась женщина. Многократно повторяющейся темой его проповедей была тема расточительства семейных благ, в частности — когда мужья тратили приданое своих супруг. Он ратовал за равенство всех детей и за право им самим выбирать своё будущее, вопреки традиции отправлять младших сыновей и особенно дочерей в монастырь.

### Семья
В годы жизни Бернардина Фельтрского конструкт семьи претерпевает изменение: на место больших семейных кланов приходят меньшие семейные ячейки, состоящие из пары родителей и нескольких детей. Появляется понятие передаваемой из поколения в поколение фамилии, а не просто личного прозвища. Одновременно с этим начинает формироваться понимание необходимости воспитания детей внутри семьи. Вместе с этим, понимается возможность наличия особенных внутрисемейных проблем, требующих разрешения именно внутри неё. Бернардин рассказывает об идеальной, по его мнению, семье, внутри которой царит любовь, уважение, подчинение женщины мужчине, а детей — родителям. Вместе с тем, по мнению проповедника, женщина также заслуживает уважения со стороны мужчины, равно как и дети — со стороны родителей. Несмотря на то, что Бернардин признаёт относительное равенство мужа и жены, он всё же возлагает на последнюю бо́льшую ответственность за поддержание семейного мира. Он также осуждает любую семейную измену, но более снисходительно относится к измене мужчины, чем к измене женщины. Он полагает, что семья — то место, где мужчина должен иметь возможность забыть свои внешние проблемы и, благодаря жене, обрести внутренний мир.

### Женщины
Мнение Бернардина Фельтрского насчёт женщин в основном также достаточно традиционно для его эпохи, то есть противоречиво. Несмотря на то, что он признавал равенство полов в некоторых аспектах, он всё же в основном отводил женщине подчинённое положение. Мужчина для францисканца активен и конструктивен, в то время как женщина — носительница первородного греха Евы и причина грехопадения человечества. По мнению Бернардина, «проблема женщины» появлялась уже в момент рождения девочки, потому что перед семьёй сразу же вставал вопрос её «обустройства» в будущем, большие финансовые затраты на сбор для неё приданого и так далее. В случае рождения других дочерей, проблема для семьи многократно усиливалась. Женщина всегда оставалась в собственности мужчин — сперва отца и братьев, после замужества — мужа. Вне этой схемы, по мнению Бернардина, существовали лишь монашество, после ухода в которое женщина становилась «невестой Христовой», и проституция. Мизогиния Бернардина доходила до того, что он (по его собственным словам) полностью отказывался от любого общения наедине с женщинами, зачастую даже отказывался их исповедовать, дабы избежать соблазна и греха. Некоторым женщинам, желавшим вручить ему дары для раздачи бедным, он отвечал, что «у него нет ног, чтобы подойти к ним, ни рук, чтобы принять их дары». Вместе с тем, в другой проповеди он говорил: «Женщина столь же благородна, сколь и мужчина». Бернардин находил аргументы для подтверждения обеих своих противоречащих друг другу позиций: с одной стороны, женщина была создана (согласно библейской легенде) не из глины, как мужчина, а из ребра мужчины; с другой — именно благообразная женщина дала земную жизнь Сыну Божию. С одной стороны женщина — воплощение греха, с другой — воплощение чистоты и красоты. Но именно эта красота вводит мужчин во грех. Лучше всего для женщин, проповедовал францисканец, хранить непорочность и полностью посвящать себя служению Богу.

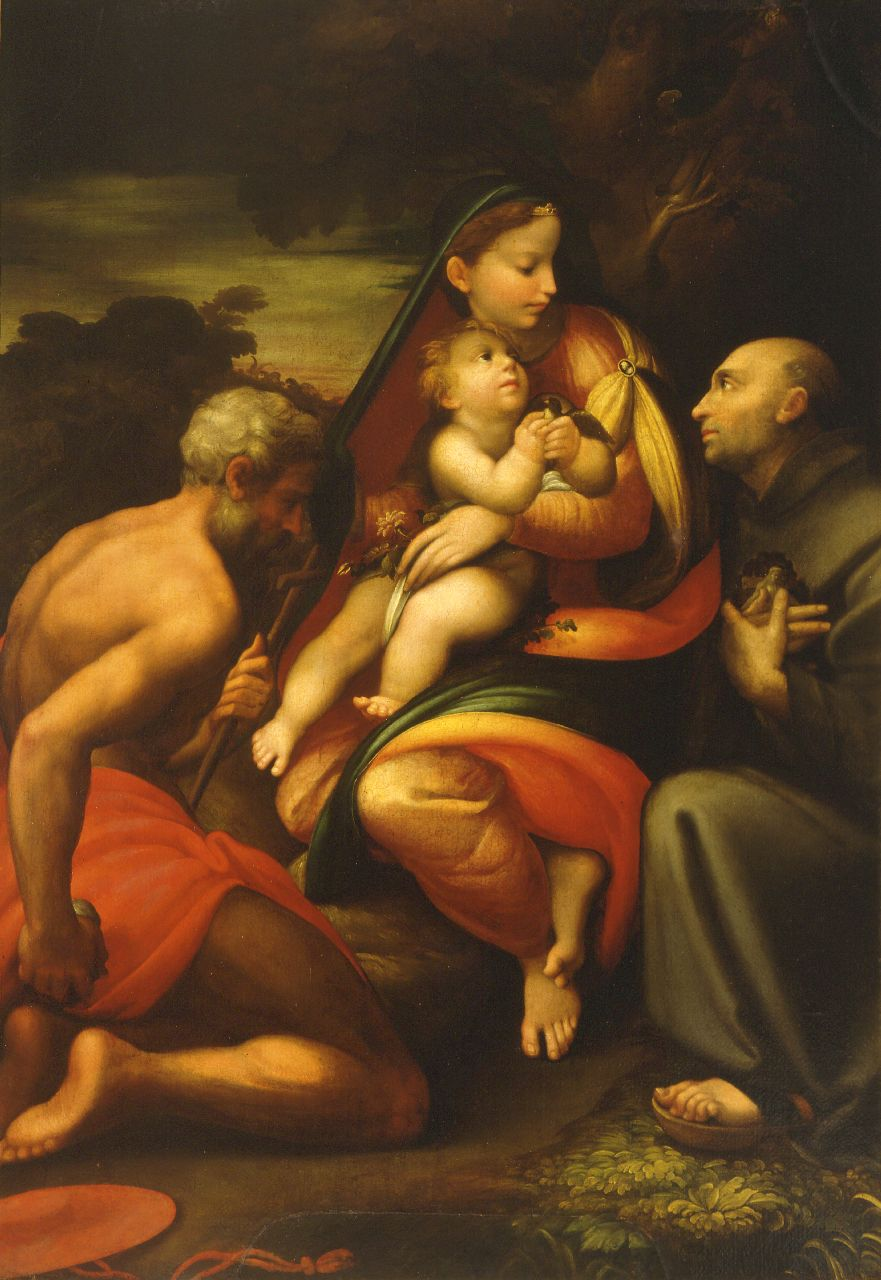
С картины Пармиджанино. Богоматерь с Младенцем, святым Иеронимом и блаженным Бернардином Фельтрским. Начало XVII века. Национальная галерея (Парма), Парма

### Дети и их воспитание
Как уже было сказано выше, понятия семьи и детства претерпели существенные изменения в Италии XV века. Бернардин выделял немало места в своих проповедях воспитанию детей — как внутри семьи, там и в обществе в целом. Рождение ребёнка для Бернардина сразу означало появление определённых обязанностей со стороны родителей — не только кормить его и помогать ему, но и воспитывать (разумеется, в духе католицизма). Правильное воспитание, по мнению священника, должно было прежде всего позволить в будущем избежать проблем со стороны выросшего ребёнка для общества. Собственно, рождение и воспитание детей он полагал единственной причиной для создания семьи. Воспитание ребёнка вплоть до достижения им совершеннолетия — не только моральный долг родителей, но и их социальная и юридическая обязанность. В качестве педагогического метода он настаивал на абсолютной необходимости строгости и телесных наказаний, что вполне соответствовало духу его времени: «если не заставлять их плакать, пока они малы, повзрослев, они заставят плакать родителей». Причиной подросткового бунта Бернардин считал исключительно излишнюю мягкость к детям в их раннем возрасте. Однако, не только страх телесных наказаний должен был обеспечить правильное воспитание, но и положительный пример родителей. Из воспитательного процесса не должна была быть исключена также мать, которую Бернардин полагал ответственной за управление домом. Чтобы быть правильно воспитанным, ребёнок должен был быть постоянно занят, а лучшим занятием для него является учёба — выбор учителей является ещё одним важным аспектом. Образование должно было обращать прежде всего внимание на формирование души, и лишь во вторую очередь — разума. Но и вне дома за детьми следовало постоянно следить, чтобы они не попали в дурную компанию. Подростковая влюблённость для Бернардина — большая опасность (в которой, конечно, виновата девушка). Брак без согласия родителей непростителен, даже если он заключён для избежания нежелательного брака, о котором договорились родители (прежде всего потому, что тайный брак может привести к заключению второго брака, что греховно и совершенно недопустимо).

### Культура
Бернардин признавал важность культуры, которую он полагал «символом Провидения». Особенное значение он придавал литературе и чтению. Францисканец сумел для себя решить дискутировавшийся в то время вопрос о допустимости чтения произведений античных авторов, отвечая на него положительно. При этом, он считал культуру ценной не саму по себе, но лишь как средство улучшения человека — если культура не исполняла этой задачи, она считалась вредной. Францисканец осуждал чтение таких «языческих» авторов, как Овидий, Марциал, Плиний, Тит Ливий, Ювенал, Вергилий, Сенека или современных ему Петрарку и Боккаччо, да и вообще любых поэтов. Знание, по его мнению, было «непереваренной пищей, которую надлежит потреблять небольшими частями», не всё доступно каждому и нуждается в объяснении и толковании учёными людьми.

### Развлечения и игры
Бернардин жил в эпоху Возрождения, когда после суровости Средневековья люди стали искать развлечений и личных удовольствий. Подобное изменение общественного поведения вызывало резкую отповедь проповедника. Среди наиболее порицаемых занятий, он называл участие в «карнасале» (карнавале). В проповеди, произнесённой за год до смерти в Страстную неделю 1493 года в Павии, он сравнивал участников карнавала со зверьми, в которых, по его мнению, обращаются участники карнавала: «И вот еще зверь, второй, похожий на медведя, стоял с одной стороны, и три клыка во рту у него, между зубами его; ему сказано так: „встань, ешь мяса много!“» — это и есть карнасал!» Карнавал, по мнению Бернардина, был однозначно порицаем — участие в нём однозначно губит душу христианина. Танцы он полагал допустимыми, но лишь в нескольких немногочисленных случаях: на свадьбе, а также после большой победы или освобождения родины и заключения мира. Осуждая увлечения танцами он без конца прибегал к военной терминологии, описывая момент танца как наступление войск Лукавого на душу христианина. Танцующая женщина для Бернардина — это вражеский воин, стремящийся пленить мужчину. Скрывание лица под маской на карнавале, равно как переодевание в одежду другого пола был ещё одним грехом по мнению проповедника, хоть и менее серьёзным, чем танец. Помимо карнавала, Бернардин порицал другое распространённое развлечение — азартные игры, особенно — на деньги. Мизогиния монаха находила свой выход и здесь: если для мужчины он полагал недопустимым лишь собственное участие в азартных играх, то для женщины греховным считал даже присутствие во время игры. Тем не менее, францисканец вынужден был с осторожностью клеймить игры, поскольку с одной стороны, любой выигрыш одного вёл к проигрышу другого (и улицы итальянских городов полнились толпами нищих, полностью проигравших всю свою собственность), но с другой — подобные игры были одним из немногих доступных повседневных развлечений для основной массы населения той эпохи.

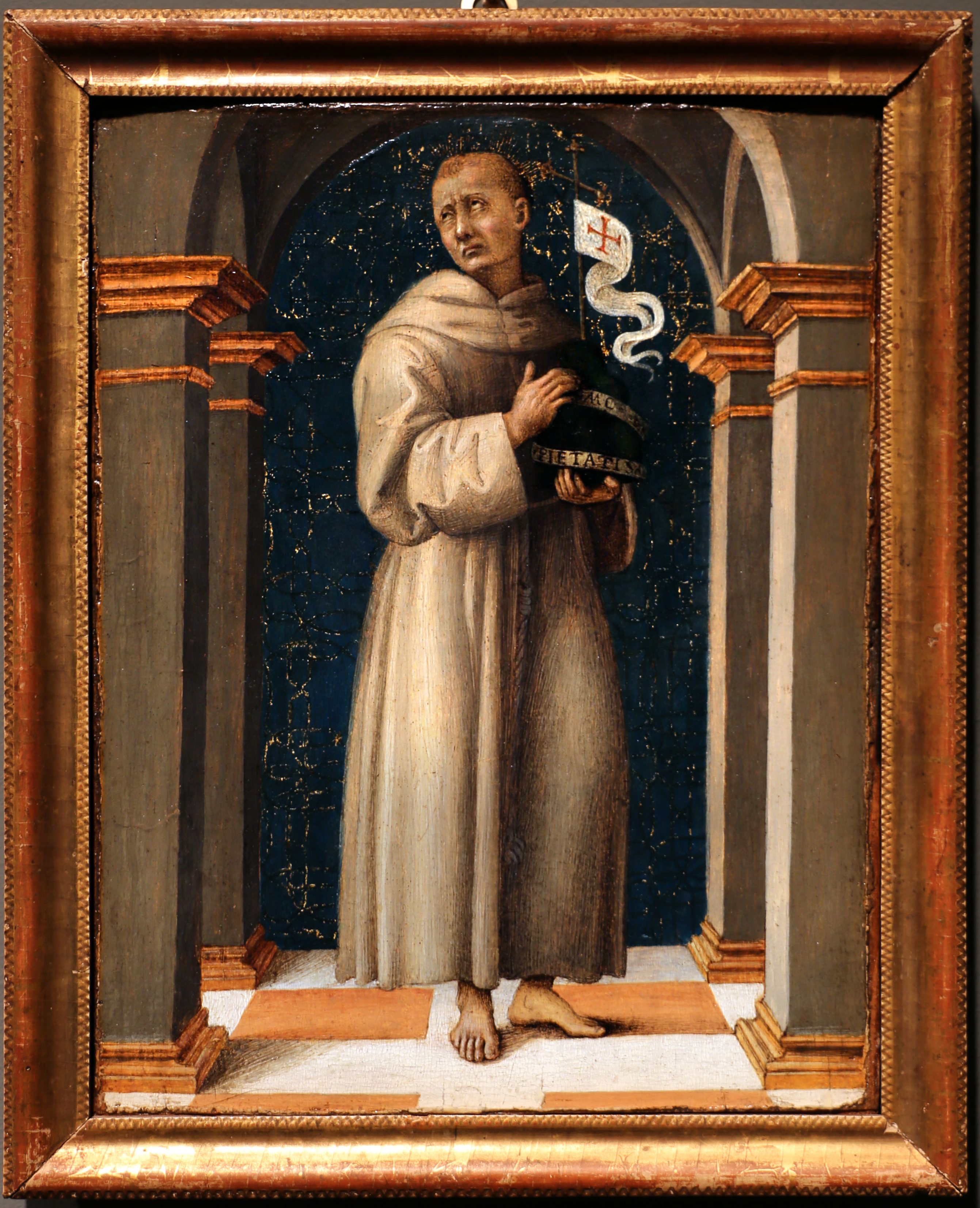
Приписывается Эузебио да Сан Джорджо. Блаженный Бернардин Фельтрский. Начало XVI века. Частная коллекция

### Роскошь и мода
Как уже было сказано выше, при жизни Бернардина в Италии менялись вековые обычаи и постепенно росло благосостояние всё большей части населения североитальянских городов. В таких условиях многие из тех, кто имел для этого финансовые возможности, стремились украсить свои жилища и разнообразить свою одежду. Проповедник осуждал такое поведение, считал его проявлением греховного тщеславия, печалился о «добрых старых временах». Особого порицания, как можно догадаться, удостаивались женщины, которые, по мнению францисканца, в погоне за красотой своего тела, своей одежды и своих жилищ сбивали с пути истинного своих мужей. Он сравнивал таких матерей семейств с блудницами, вынужденными украшать себя по своей профессии, что в конце концов вело к гибели семьи. Помимо обывателей, порицания за свою нескромность удостаивалась даже церковь. Бернардин полагал всё это проявлением того самого греха, который в своё время привёл Люцифера к его падению. Излишнее увлечение внешним подразумевало для проповедника оставление на произвол судьбы души грешника и её в конечном итоге гибель. Однако, Бернардин предостерегал не только от духовных, но и от материальных потерь для отдельных людей, для семей и для всего общества при излишних тратах на предметы роскоши. Для преодоления такого греха Бернардин проповедовал личное и коллективное покаяние, и даже лично руководил публичным уничтожением предметов роскоши.

### Родина и общественное благо
Для Бернардина Фельтрского любовь к своей родине — добродетель католика. Родина и республика должны пользоваться любовью не только по доброй воле гражданина, это неотъемлемая его обязанность. Несмотря на свою мизогинию, в сохранившихся текстах проповедей павийцам он сравнивал Павию с прекрасной женщиной, дети которой обязаны любить свою мать. Любовь к родине, согласно проповедям францисканца, должна идти после любви к Богу, но до любви к семье и ко всем остальным. Он также настаивал на превалировании общественного блага над личным, приводя множество цитат из Ветхого и Нового Заветов для подтверждения этой установки. Вместе с тем, он с грустью констатировал всеобщее падение нравов, распространение эгоизма в современном ему обществе, что было, по его мнению, признаком беспорядка в общественной жизни и нарушением в иерархии ценностей. Бернардин жёстко критиковал тех общественных деятелей и правителей, кто пользовался своим социальным положением для личного блага. Он настаивал на бо́льшей ответственности правителей и администраторов по сравнению с простыми людьми за положение в обществе — воров частной собственности, по его мнению, следовало вешать, а воров общественной — четвертовать. Любить свою землю для Бернардина означало делать её процветающей, великой и могущественной, но не за счёт соседей. Францисканец осуждал разрушительные завоевательные войны, что было очень актуально в эпоху постоянных усобиц между итальянскими государствами.

### Личная и публичная справедливость
Сохранились тексты двух проповедей Бернардина Фельтрского 1493 года, полностью посвящённых идее справедливости — одна была произнесена в Павии в Великий пост, вторая — в Брешии в Рождественский пост. Распределение справедливости, согласно тексту этих проповедей — основная задача государства. Любящих справедливость любит Бог, однако до этого идеала ещё далеко. Врагов справедливости проповедник делил на три группы из четырёх компонентов каждая: первая группа состояла из властительных честолюбцев, придворных льстецов, тайных клеветников и нестойких из народа; вторая — из церковных стяжателей, неправедных судей, лжесвидетелей и обуянных страстью; третья — из корыстных чиновников, распространителей ошибочных идей, носителей лжи в душе́ и занимающихся фаворитизмом во власти (как светской, так и церковной). Бернардин рассказывал притчу о пугале на крестьянском поле — через какое-то время птицы привыкают к нему и перестают бояться, также и враги справедливости перестают бояться как Бога, так и людей. Поэтому хороший правитель должен быть справедливым сам и жёстко требовать соблюдения справедливости от своих подданных, и именно это могло обеспечить прочный мир.

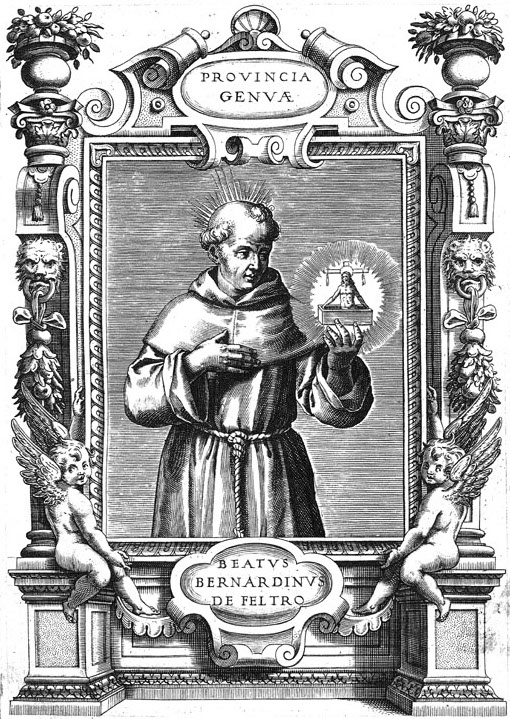
Бернардин Фельтрский. Книжная гравюра начала XVII века

### Богатство и бедность
Тема богатства и бедности многократно повторяется в сохранившихся текстах проповедей Бернардина. В духе Евангелий и основателя своего ордена Франциска Ассизского, он превозносил бедность и осуждал богатство. Вместе с тем, проповедовать бедность беднякам было бессмысленно, поэтому францисканец в духе гуманизма направлял эту часть своих проповедей к богатым, призывая их поделиться своей собственностью в пользу неимущих. У проповедника была своя теория появления частной собственности и имущественного расслоения — он полагал её следствием первородного греха, ибо в Райском саду никакого расслоения не было. Поэтому богатство было осуждаемо не только потому, что имущественное расслоение приводит к страданиям бедняков, но и потому, что богачи в погоне за наживой губят свои души. Богачам незнакомо душевное спокойствие, они, как стервятники, всегда в погоне за своими жертвами. Богачу не суждено попасть в Царствие Небесное, поэтому он призывал собственников не ожидать смертного одра, но спасать свои души, передавая имущество на помощь беднякам. Чтобы показать бессмысленность накопления богатства, он приводил пример шахматных фигур, которые имеют различный вес в игре и могут по-разному ходить по доске, но в конечном итоге все оказываются одинаково сметены с доски игроком. Тем не менее, он предостерегал также и неимущих: не следует завидовать богачам, напротив — следует их пожалеть, ибо они по собственной воле губят свою душу.

### Нажива имонти ди пьета
Любимой темой Бенардина Фельтрского были благотворительные ломбарды монти ди пьета. Чтобы лучше понять взгляды Бернардина по этому вопросу, необходимо описать ситуацию, сложившуюся в финансово-кредитной сфере северной и центральной Италии в XV веке. В этот период, как было сказано выше, имело место значительное имущественное расслоение, вынуждавшее большое количество простых людей обращаться к ростовщикам даже для поддержания минимального уровня жизни — покупки орудий труда для жителей городов или посевного материала для крестьян. Нажива посредством выдачи денег в рост с одной стороны жёстко осуждалась церковью, но с другой была наиболее простым способом приумножения капиталов для имущих — как иудеев, так и католиков, поэтому была широко распространена. Одновременно с этим, внутри нищенствующих орденов считались недопустимыми любые виды финансовой наживы, поэтому первые созданные Каркано монти ди пьета выдавали беспроцентные ссуды, но при этом были вынуждены заниматься постоянным поиском инвесторов-благотворителей даже просто ради поддержания собственного функционирования и оплаты текущих расходов.
Бернардин нашёл выход из этого противоречия. Он обращался к евангельскому сюжету об изгнании Иисусом торгующих из храма, объясняя, что Тот был не против извлечения прибыли как таковой, но лишь против излишне высокой прибыли с одной стороны и торговли в святом месте — с другой. Одновременно с этим, он жёстко выступал против наживы в виде высоких процентов за кредит, говоря, что ростовщики хуже воров, поскольку вор боится, в то время как ростовщик работает открыто и безо всякого страха. Ростовщики для францисканца были носителями непростительного греха, а своим слушателям он рекомендовал скорее продать самое последнее, чем обратиться к ростовщику. Он призывал не допускать ростовщиков до исповеди и не хоронить их в освящённой земле. Никакая благотворительность ростовщика, по мнению проповедника, не могла его спасти.

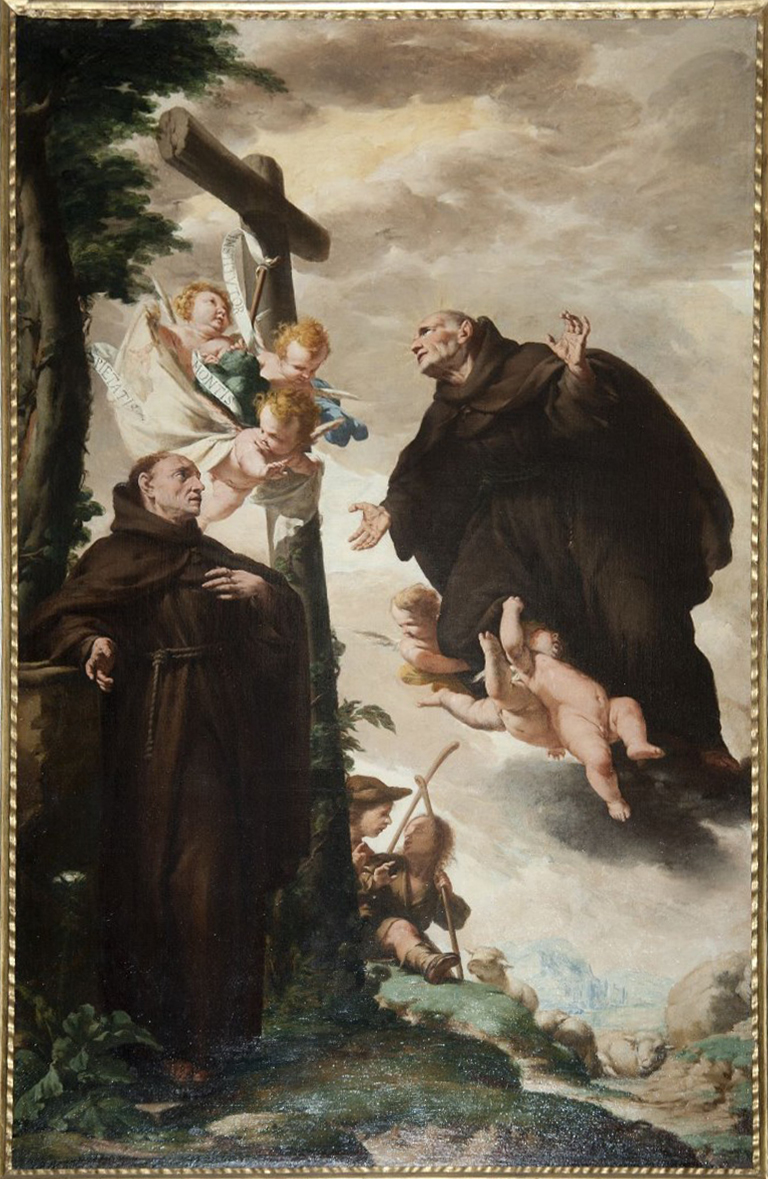
Лучини, Джованни Баттиста. Святой Пётр Алькантрийский и блаженный Бернардин Фельтрский. Конец XVII века. Церковь Сан-Бернардино-дельи-Оссерванти, Крема

Развитие сети монти ди пьета стала для францисканца хорошей возможностью воплотить на практике собственные экономические идеи. Ссылаясь на многочисленные буллы римских пап Пия II, Павла II, Сикста IV и Иннокентия VIII, ему удалось доказать допустимость предоставления не только беспроцентных ссуд, но и кредитов под относительно невысокий процент, позволявший обеспечивать устойчивое функционирование самих монти ди пьета. Вместе с тем, он требовал жёстко отказывать тем, кто желал инвестировать в монти ди пьета, надеясь в будущем получить от таких инвестиций прибыль, и от передачи управления этими ломбардами от церкви светским властям. По его мнению, передача монти ди пьета под управление частных лиц или светских властей приведёт к тому, что они превратятся в средства наживы и будут служить частным интересам отдельных людей или их групп вместо того, чтобы служить общественным интересам.
Тем не менее, поскольку на развитие сети монти ди пьета требовался капитал, Бернардин обращался к богачам за предоставлением ему ресурсов на развитие. Он рассказывал им, что всё их богатство принадлежит не им, но только Богу, а потому богачи обязаны по божественному и природному закону помогать бедным. Проповедник напоминал, что милостыня — это не право, но долг всякого христианина, и что вместо того, чтобы помочь одному, благодаря монте ди пьета та же сумма способна помочь многим. Он настаивал, что создававшаяся орденом францисканцев благотворительная сеть — это лучший способ милостыни. Вместе с тем, он отказывался принимать подношения от тех бедняков, которые, воспылав религиозным экстазом, пытались продавать последнее и отдавать немногочисленные вырученные деньги на благотворительные ломбарды Бернардина.

### Заключение
Безусловно, до нас дошла лишь небольшая часть из тысяч проповедей, произнесённых блаженным Бернардином Фельтрским. Тем не менее, по сохранившимся текстам можно составить представление о том, каковы были его воззрения — с одной стороны, достаточно традиционные для его эпохи и места проживания, но с другой ему удалось наполнить их несколькими новыми значениями, а также воплотить на практике то, что значительная часть его коллег могла лишь произносить на словах.